# エジプト秘儀論
『エジプト秘儀論』（エジプトひぎろん、古希: Περὶ τῶν αἰγυπτίων μυστηρίων; ラテン語訳 De Mysteriis Aegyptiorum）は、3世紀の新プラトン主義者イアンブリコスによって書かれたとされる書物。ラテン語訳表題は正式には『エジプト人、カルデア人、アッシリア人の秘儀について』 (De mysteriis Aegyptiorum, Chaldaeorum, Assyriorum)。タイトルは古代オリエントのみを対象とするかのようだが、デルポイの神託やギリシアの神秘主義も対象としている。
イアンブリコスはポルピュリオスの弟子であったが、テウルギア（神働術）の実践を巡って師弟間に意見の相違があった。この文献は主として、ポルピュリオスの批判に対するイアンブリコスの反論によって構成されている。
なお、本書をイアンブリコスの著とみなしたのは5世紀のアテナイ学派のプロクロスであったと思しいが、本書はイアンブリコスの他の著書と比べて文体が異なっており、学説にもいくつかの相違点がある。そのためイアンブリコスの真作であることが疑問視されることもあった。ともあれ本書が、当時の多神教的な儀式の実践を理論的に正当化しよう、という体系化された企図に基づいてイアンブリコスの学派から発されたものであることは確かである。

## ルネサンス期の受容
ルネサンス期にはネオプラトニズムに関わる文献として参照された。1497年にはマルシリオ・フィチーノによるラテン語訳が、彼によって纏められた古典古代に関するアンソロジーに収められ、ヴェネツィアの出版業者アルドゥス・マヌティウスの手で出版された。この版はその後、リヨンのジャン・ド・トゥルヌ親子らの手によって何度も再版された。
このラテン語訳はクリニトゥスの『栄えある学識について』（1504年）に引用されたほか、ハインリヒ・コルネリウス・アグリッパ、ノストラダムスらルネサンス期の神秘思想家たちにも直接・間接的に影響を及ぼした。